# حزب غیرقانونی
اصولا احزاب غیرقانونی از لحاظ ماهیت ممکن در دو دسته اصلی قرار بگیرند .
- یک حزب غیرقانونی ممکن است در نظام هاو رژیم‌های گذشته قانونی بوده باشد . اما به دلیل کودتا یا انقلاب و باروی کار آمدن یک نظام جدید از لحاظ ایدئولوژی با هیئت حاکمه جدید در تعارض باشد . بنابراین منحل شده و غیرقانونی اعلام می‌شود . بهترین مثالی که برای این مورد از احزاب غیرقانونی می‌توان به میان آورد حزب بعث عراق است .

- یک حزب غیرقانونی ممکن است حزبی باشد، که در قدرت شرکت داشته اما به دلیل تغییر مواضع حزبی یا مسایلی از این دست مجبور به خروج از حاکمیت شده یا حتی در موضع اپوزیسیون بر انداز قرار گیرد .

## خط مشی مسلحانه
آنچه که در میان انواع احزاب غیرقانونی مشترک است این مورد می‌باشد که تمامی آن‌ها سعی بر بازگشت به راس حاکمیت یا شرکت در بخشی از قدرت است که به دلیل غیرقانونی شدن آن‌ها این امر میسر نمی‌باشد بنابراین بعضی از این احزاب انشعاب نموده و خط مشی مسلحانه و ترور را برای نیل به اهداف حزبی خود انتخاب می‌کنند .

## منبع
قانون احزاب .